# Tanya Fear

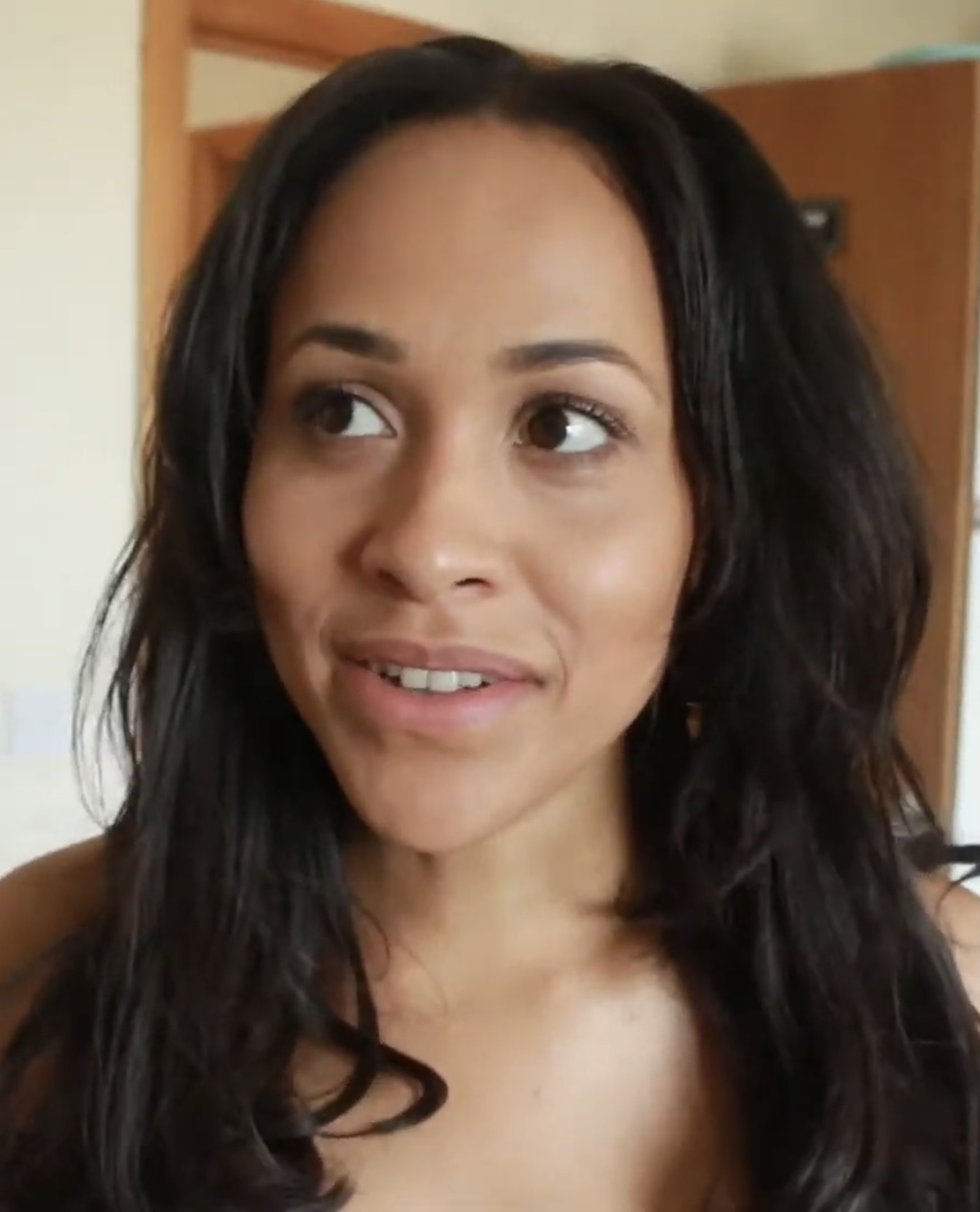
Tanya Fear, 2018

Tanyaradzwa Fear, professionell bekannt als Tanya Fear (* 29. Dezember 1989 in London als Pauline Tanyaradzwa Adele Fear) ist eine britische Schauspielerin.

## Leben und Karriere
Fear wurde in London als Tochter eines englischen Vaters und einer simbabwischen Mutter in demselben Jahr geboren, in dem ihr Großvater verstorben war, weswegen sie den Namen Tanyaradzwa erhielt, der „Wir wurden getröstet“ in der simbabwischen Sprache Shona bedeutet. Weil in der Schulzeit ihr langer Name verspottet wurde, verkürzte sie ihn auf Tanya. Sie studierte Komparatistik für einen Bachelorabschluss am King’s College London. Mit 19 Jahren ging sie nach Los Angeles auf eine Schauspielschule.
Ihre erste Filmrolle hatte sie 2013 in Kick-Ass 2, 2016 in A Moving Image die führende Hauptrolle. Zu ihren Theaterauftritten gehört unter anderem The Epic Adventure of Nhamo the Manyika Warrior and his Sexy Wife Chipo, in dem sie das erste Mal eine simbabwische Rolle spielte. Im Fernsehen ist sie bekannt für eine reguläre Nebenrolle in der zehnteiligen Staffel von Spotless aus dem Jahr 2015 und eine Gastrolle in einer Episode der elften Doctor-Who-Staffel in 2018. Die BAFTA LA listete sie 2019 unter ihren 25 „rising Stars“ (aufstrebende Sterne). Während der Covid-19-Pandemie 2020 schrieb, drehte und produzierte sie die dreiteilige Kurzfilmreihe Shoot Your Shot. Inspiriert von der ebenfalls von einer simbabwischen Mutter abstammenden Schauspielerin Thandiwe Newton, die zuvor professionell als Thandie bekannt war und im April 2021 bekanntgab, wieder die originale Schreibweise des Namens zu verwenden, kündigte im selben Monat auch Fear an, in folgenden Produktionen als Tanyaradzwa aufgeführt werden zu wollen.
Fear wurde am 9. September 2021 in Los Angeles, wo sie auch mit Stand-up-Comedy auftrat, dem Police Department als vermisst gemeldet und am 13. September zwar unverletzt wieder aufgefunden, aber aus Vorsicht dennoch in ein Krankenhaus gebracht.

## Filmografie
- 2011: The Fades (Fernsehserie, unausgestrahlter Pilot)
- 2012: The Midnight Beast (Fernsehserie, 1 Episode)
- 2013: Touch (Kurzfilm)
- 2013: Kick-Ass 2 (Film)
- 2013: Some Girls (Fernsehserie, 1 Episode)
- 2014: Boomers (Fernsehserie, 1 Episode)
- 2015: Inspector Banks (DCI Banks, Fernsehserie, 2 Episoden)
- 2015: Spotless (Fernsehserie, 10 Episoden)
- 2016: Inspector Barnaby (Midsomer Murders) Fernsehserie, Staffel 18, Folge 2: Alles Böse kommt von oben (The Incident At Cooper Hill)
- 2016: A Moving Image (Film)
- 2017: Shamed (Fernsehfilm)
- 2018: Der junge Inspektor Morse (Fernsehserie, 2 Episoden)
- 2018: Mein Dinner mit Hervé (Fernsehfilm)
- 2018: Doctor Who (Fernsehserie, Episode 11x04 Spinnefeind)
- 2019: Cleaning Up (Fernsehserie, 1 Episode)
- 2020: Shoot Your Shot 1–3 (Kurzfilmreihe, auch Autorin, Regisseurin und Produzentin)